# Marc Ryan
Marc Ryan (Timaru, 14 oktober 1982) is een Nieuw-Zeelands wielrenner. Ryan is vooral bekend als baanwielrenner. Op de Olympische Spelen 2008 in Peking behaalde Ryan de bronzen medaille ploegenachtervolging, samen met Jesse Sergent, Hayden Roulston en Sam Bewley.

## Palmares

### Baanwielrennen
2003
- 1e Wereldbeker Sydney ploegenachtervolging (met Heath Blackgrove, Hayden Godfrey en Lee Maxwell Vertongen)

2005
- 1e Wereldbeker Sydney ploegenachtervolging (met Jason Allen, Hayden Godfrey en Gregory Henderson)
- Oceania Games Ploegenachtervolging (met Timothy Gudsell, Jason Allen en Peter Latham)

2006
- Nieuw-Zeelands kampioen ploegenachtervolging
- Nieuw-Zeelands kampioen ploegkoers (met Timothy Gudsell)

2008
- Olympische Spelen ploegenachtervolging (met Jesse Sergent, Hayden Roulston en Sam Bewley)

2009
- Wereldkampioenschap ploegenachtervolging (met Westley Gough, Peter Latham en Jesse Sergent)

2010
- Gemenebestspelen ploegenachtervolging (met Sam Bewley, Westley Gough en Jesse Sergent)
- 1e Wereldbeker Cali ploegenachtervolging (met Sam Bewley, Westley Gough en Jesse Sergent)
- Kampioenschap van Oceanië ploegenachtervolging (met Sam Bewley, Aaron Gate en Jesse Sergent)

### Wegwielrennen
2006
- Nieuw-Zeelands kampioen tijdrijden

2007
- 1e in 1e etappe Tour of Wellington
- 1e in 3e etappe deel a Tour of Southland

2008
- 1e in 1e etappe Tour of Southland

2009
- 1e in 1e etappe Tour of Southland

2010
- Nieuw-Zeelands kampioen tijdrijden

2011
- 1e in Proloog Tour of Southland (ploegentijdrit)